# Eric Rhenman
Eric A. K:son Rhenman, född 18 december 1932 i Jokkmokk, död 1993, var en svensk företagsekonom, civilingenjör och strategiforskare.

## Utbildning
Rhenman avlade ekonomexamen vid Handelshögskolan i Stockholm 1955 och erhöll titeln civilekonom. Han avlade civilingenjörsexamen i kemiteknik vid Kungliga Tekniska högskolan 1955. Rhenman blev ekonomie licentiat 1961 på en avhandling med systemteoretisk inriktning med titeln Företagets som ett styrt system.

## Karriär
Rhenman var docent i företagsekonomi vid Handelshögskolan 1965-1967, extra preceptor i Lund 1965-1967 och professor i företagsekonomi vid Lunds universitet från 1967. Han var professor vid Harvard Business School 1974-1976.
1966 grundade Rhenman tillsammans med fyra kollegor vid Handelshögskolan forskningsorganisationen Scandinavian Institutes of Administrative Research (SIAR), som även fungerade som managementkonsultföretag.
Rhenman var anställd vid Svenska Esso 1955-1956, vid Flygstaben 1957-1958, vid AB Atomenergi 1956-1964 (varav som administrativ chef 1961-1964). Han var biträdande lektor vid Handelshögskolan 1960-1965 och chef för gruppen för administrativt utvecklingsarbete vid Ekonomiska forskningsinstitutet 1964-1967.

## Utmärkelser
Ledamot i Kungl. Ingenjörsvetenskapsakademien, invald 1984